# Adolf Bernhard Meyer
Adolf Bernhard Meyer (Hamburg, 11 oktober 1840 - Berlijn, 5 februari 1911) was een Duitse natuuronderzoeker en antropoloog. Op zoölogisch gebied was hij voornamelijk werkzaam als entomoloog, ornitholoog en primatoloog. Hiervoor ondernam hij in het begin van de jaren 1870 uitgebreide reizen doorheen de Indische Archipel, de Filipijnen en Nieuw-Guinea. Hij was van 1874 tot aan zijn pensioen in 1906 directeur van het Königliches Zoologisches und Anthropologisch-Ethnographisches Museum in Dresden, de voorloper van het huidige Museum für Tierkunde.

## Werk
Meyer beschreef 53 vogelsoorten waaronder  zuidereilandtakahe (Porphyrio hochstetteri), Madarasz' tijgerparkiet (Psittacella madaraszi), Carola's parotia (Parotia carolae) en de wimpeldrager (Pteridophora alberti), daarnaast nog een aantal vogelsoorten samen met andere auteurs zoals Stephanie-astrapia (Astrapia stephaniae), samen met Otto Finsch.
Hij beschreef ook zoogdieren, vooral soorten primaten zoals het sangihespookdier (Tarsius sangirensis), de Wolfs meerkat (Cercopithecus wolfi) en de tonkeanmakaak (Macaca tonkeana). Verder beschreef hij ook de Schadenbergschorsrat (Crateromys schadenbergi).
Op zijn studiereizen in Zuidoost-Azië bestudeerde hij de inheemse volkeren en verzamelde vogels, kevers en vlinders; zijn collectie bevindt zich in het Museum für Tierkunde in Dresden.

## Eerbetoon
Er zijn diersoorten naar hem vernoemd, waaronder de bruine sikkelsnavel (Epimachus meyeri een paradijsvogel) en de honingeter Philemon meyeri (dwerglederkop). Ook de rattensoort Lenomys meyeri, die enkel op Sulawesi wordt aangetroffen, is naar hem vernoemd.

## Publicaties (selectie)
- Abbildungen von Vogel-Skeletten, 1879-1897
- Unser Auer-, Rackel- und Birkwild und seine Abarten, 1887
- Säugethiere vom Celebes- und Philippinen-Archipel, 2 delen, 1896-1899
- The birds of Celebes and the neighbouring islands (met L. W. Wiglesworth), 1898
- Album von Philippinentypen, 3 delen, 1885-1904
- Album von Celebestypen, 1889